# Monnet-la-Ville
Monnet-la-Ville is een gemeente in het Franse departement Jura (regio Bourgogne-Franche-Comté) en telt 330 inwoners (1999). De plaats maakt deel uit van het arrondissement Lons-le-Saunier.

## Geografie
De oppervlakte van Monnet-la-Ville bedraagt 6,2 km², de bevolkingsdichtheid is 53,2 inwoners per km².

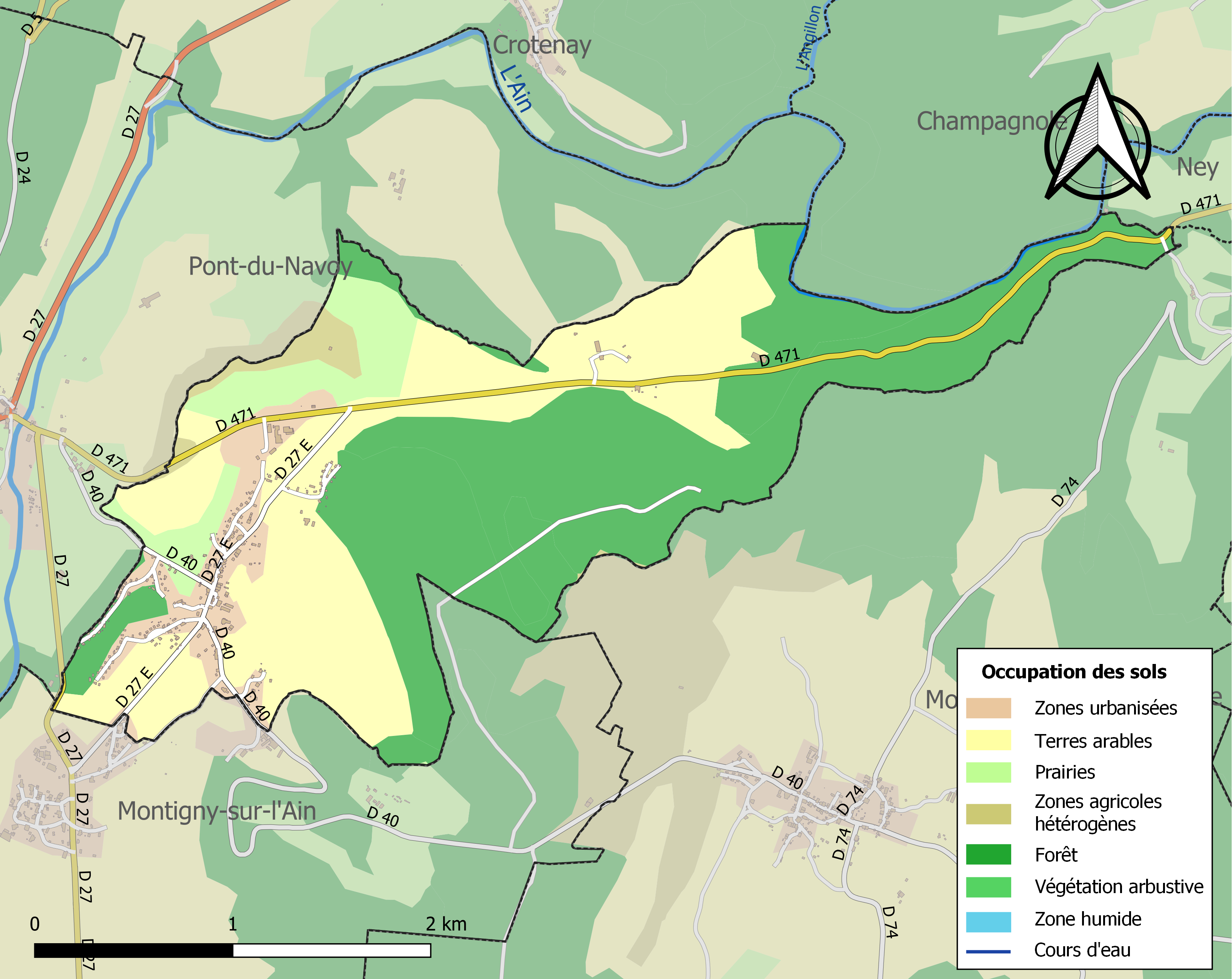
Kaart van de gemeente met de belangrijkste infrastructuur, bodemgebruik en omliggende gemeenten

## Demografie
Onderstaande figuur toont het verloop van het inwonertal (bron: INSEE-tellingen).